# Pontcharra
Pontcharra – miejscowość i gmina we Francji, w regionie Owernia-Rodan-Alpy, w departamencie Isère. W 2017 roku populacja gminy wynosiła 7514 mieszkańców. Na jej obszarze rzeka Bréda uchodzi do Isère. 